# Horace and Pete
Horace and Pete est une série télévisée américaine en dix épisodes créée, écrite, réalisée et produite par Louis C.K. et diffusée entre le 30 janvier et le 2 avril 2016 sur son site internet. Chaque épisode est vendu directement par Louis C.K. à 5 $ pour le premier, 2 $ pour le suivant, et 3 $ pour les autres.

## Synopsis
La série retrace la vie de Horace et de son cousin Pete, les deux propriétaires d'un bar familial New-yorkais qui se transmet de génération en génération.

## Distribution

### Acteurs principaux
- Louis C.K. : Horace Wittel VIII
- Steve Buscemi : Pete Wittel
- Edie Falco : Sylvia
- Steven Wright : Leon
- Kurt Metzger (en) : Kurt
- Alan Alda : Uncle Pete Wittel
- Jessica Lange : Marsha Green

### Acteurs récurrents
- Aidy Bryant : Alice
- Nick Di Paolo (en) : Nick
- Tom Noonan : Tom
- Liza Treyger : Melissa
- Greer Barnes (en) : Carl
- Maria Dizzia : Tricia
- Karen Pittman (en) : Rhonda
- Dov Davidoff (en) : Dom
- Mark Normand (en) : Mark

## Production

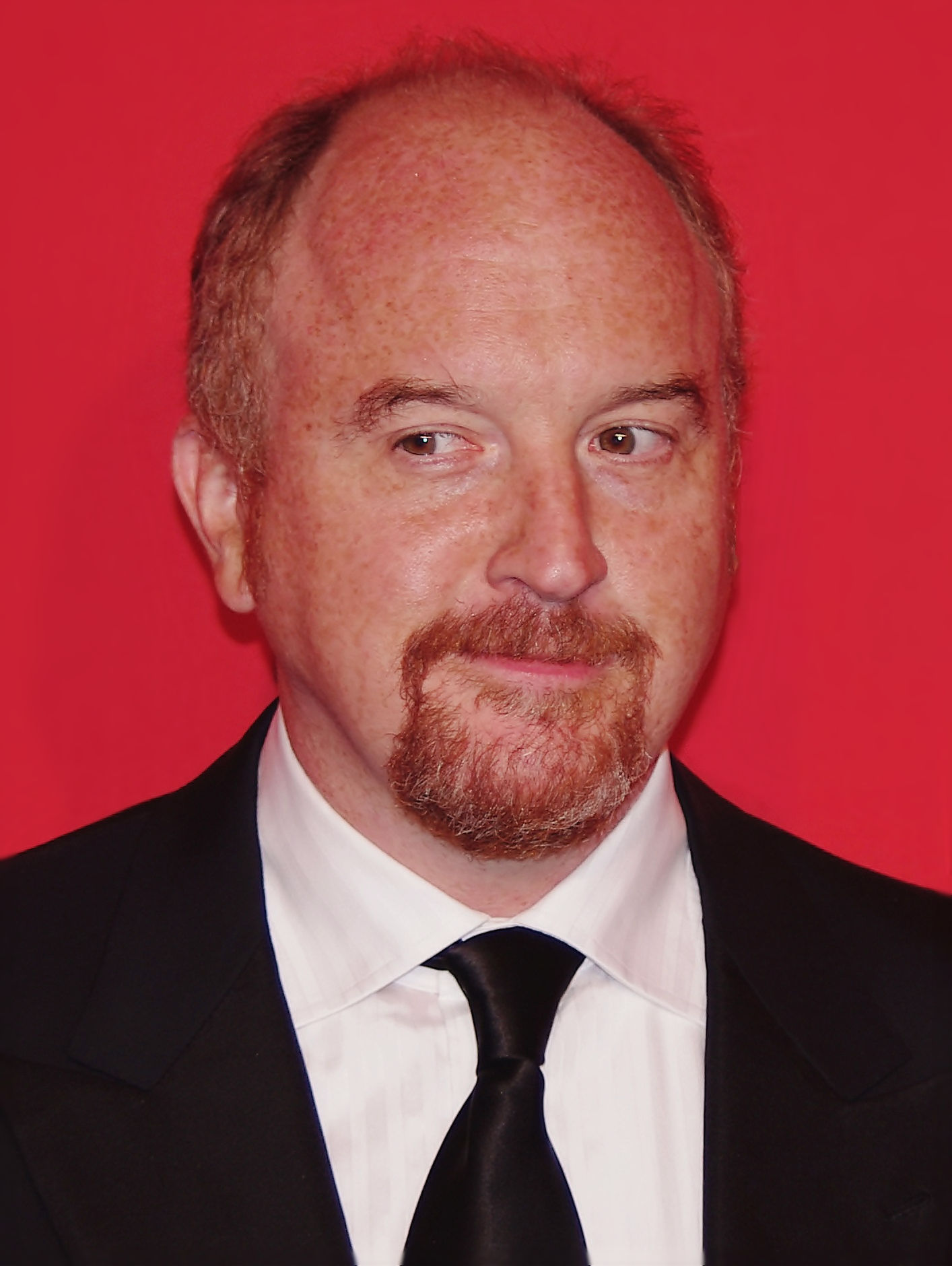
Louis C. K. au gala "Time 100" en 2012.

Le premier épisode a été diffusé sans aucune annonce médiatique le 30 janvier 2016 sur le site de Louis C.K.. Les abonnés à la mailing-liste de l'acteur ont seulement été avertis par courriel de la mise à disposition de l'épisode.
La série a été entièrement financée par Louis C.K. et les ventes des épisodes sur son site. L'absence de promotion et la nouveauté du mode de diffusion, peuvent expliquer l'endettement annoncé par l'acteur.
Le 16 avril 2016, Louis C.K. a annoncé que la série était terminée et que le dixième épisode serait le dernier.

## Épisodes
Tous les épisodes sont numérotés de un à dix, et sont écrits et réalisés par Louis C.K..

## Accueil

### Réception critique
La première saison est accueillie de façon positive par la critique. L'agrégateur de critiques Metacritic lui accorde une note de 78 sur 100, basée sur la moyenne de 12 critiques.
Sur le site Rotten Tomatoes, elle obtient une note moyenne de 95 %, sur la base de 19 critiques.
Pierre Langlais pour Télérama trouve que la série "ressemble à une pièce filmée" oscillant entre le "vaudeville, avec des histoires de famille improbables" et "le drame".